# Regionalna ragbi 15 liga 2008./09.
Regionalna liga po pravilima ragbija 15 za sezonu 2008/09. okuplja klubove iz Hrvatske, Slovenije, Srbije, Mađarske, Bugarske i Bosne i Hercegovine.
Prvak je drugi put zaredom postao hrvatski klub Nada iz Splita.

## Sudionici
U sezoni 2008/09. sudjeluje 13 klubova iz Hrvatske, Slovenije, Srbije, Mađarske, Bugarske i BiH.
- Čelik, Zenica
- Valiacite, Pernik
- Nada, Split
- Zagreb, Zagreb
- KARC, Kečkemet
- Esztergomi Vitezek Suzuki RSE, Ostrogon
- Battai Bulldogok, Szazhalombatta
- Bežigrad, Ljubljana
- Ljubljana, Ljubljana
- Olimpija, Ljubljana
- KBRK, Beograd
- Partizan, Beograd
- Pobednik, Beograd

Prvaci su izravno izborili pravo sudjelovanja, a ostali igraju dodatne izlučne susrete.

## Natjecateljski sustav
Igra se po dvostrukom kup-sustavu, po jednu utakmicu na terenima obaju klubova.
Radi stvaranja dovoljnog broja klubova za četvrzavršnicu, igra se izlučno kolo. S obzirom na neparni broj klubova, slovenski su predstavnici izabrali da RK Ljubljana izravno ide dalje, dok za drugog slovenskog predstavnika su razigravali RFC Bežigrad i RFC Olimpija. 
Pobjednik susreta igra protiv Zagreba, a pobjednik tog susreta protiv Pobednika iz Beograda.

## Rezultati
Podebljano su označene domaće utakmice za klub1.

### Pretkolo
| klub1    | klub2    | rezultati |
| -------- | -------- | --------- |
| Bežigrad | Olimpija | 47:17     |

### Prvi krug
| klub1            | klub2         | rezultati    |
| ---------------- | ------------- | ------------ |
| KBRK Beograd     | KARC Kečkemet | 17:8, 31:17  |
| Valiacite        | Partizan      | 8:0, 25:18   |
| Bežigrad         | Zagreb        | 10:15, 8:22  |
| Battai Bulldogok | Čelik         | 19:19, 10:34 |

### Drugi krug - četvrtzavršnica
| klub1     | klub2                  | rezultati    |
| --------- | ---------------------- | ------------ |
| Nada      | KBRK Beograd           | 32:3, 25:3   |
| Valiacite | Ljubljana              | 22:18, 0:28  |
| Zagreb    | Pobednik               | 15:21, 12:18 |
| Čelik     | Esztergomi Vitézek RSE | 31:24, 13:39 |

### Treći krug - poluzavršnice
| klub1              | klub2                  | rezultati         |
| za 1. – 4. mjesto  | za 1. – 4. mjesto      | za 1. – 4. mjesto |
| ------------------ | ---------------------- | ----------------- |
| Ljubljana          | Nada                   | 13:14, 14:30      |
| Pobednik           | Esztergomi Vitézek RSE | 28:7, 34:32       |
|                    |                        |                   |
| za 5. – 8. mjesto  |                        |                   |
| KBRK Beograd       | Valiacite              | 17:5, 10:22       |
| Čelik              | Zagreb                 | 23:22, 16:15      |
|                    |                        |                   |
| za 9. – 12. mjesto |                        |                   |
| Partizan           | KARC Kečkemet          | 42:12, 13:7       |
| Bežigrad           | Battai Bulldogok       | 0:7, 0:20         |

### Četvrti krug - utakmice za plasman
| klub1        | klub2                  | rezultati    |
| za 9. mjesto | za 9. mjesto           | za 9. mjesto |
| ------------ | ---------------------- | ------------ |
| Partizan     | Battai Bulldogok       | 20:0         |
|              |                        |              |
| za 7. mjesto |                        |              |
| KBRK Beograd | Zagreb                 | 14:36        |
|              |                        |              |
| za 5. mjesto |                        |              |
| Čelik        | Valiacite              | 26:12        |
|              |                        |              |
| za 3. mjesto |                        |              |
| Ljubljana    | Esztergomi Vitézek RSE | 8:33         |
|              |                        |              |
| završnica    |                        |              |
| Nada         | Pobednik               | 45:17, 15:11 |

## Konačni poredak
1. Nada
2. Pobednik
3. Esztergomi Vitézek RSE
4. Ljubljana
5. Čelik
6. Valiacite
7. Zagreb
8. KBRK Beograd
9. Partizan
10. Battai Bulldogok
11. KARC Kečkemet
12. Bežigrad
13. Olimpija

## Vanjske poveznice
- (engl.) Regionalna liga 2008./09., rrcrugby.com  Arhivirana inačica izvorne stranice od 26. studenoga 2013. (Wayback Machine)
- Rugby club Nada  Arhivirana inačica izvorne stranice od 20. prosinca 2008. (Wayback Machine) Svi na Stari Plac
- (slov.) Slo-rugby[neaktivna poveznica] Regionalna liga RLR XV 2008-2009